# Płowęż (gromada)
Płowęż – dawna gromada, czyli najmniejsza jednostka podziału terytorialnego Polskiej Rzeczypospolitej Ludowej w latach 1954–1972.
Gromady, z gromadzkimi radami narodowymi (GRN) jako organami władzy najniższego stopnia na wsi, funkcjonowały od reformy reorganizującej administrację wiejską przeprowadzonej jesienią 1954 do momentu ich zniesienia z dniem 1 stycznia 1973, tym samym wypierając organizację gminną w latach 1954–1972.
Gromadę Płowęż z siedzibą GRN w Płowężu utworzono – jako jedną z 8759 gromad na obszarze Polski – w powiecie brodnickim w woj. bydgoskim, na mocy uchwały nr 24/2 WRN w Bydgoszczy z dnia 5 października 1954. W skład jednostki weszły obszary dotychczasowych gromad Płowęż i Adamowo ze zniesionej gminy Jabłonowo II w tymże powiecie. Dla gromady ustalono 15 członków gromadzkiej rady narodowej.
Gromadę zniesiono 31 grudnia 1961, a jej obszar włączono do gromady Jabłonowo Zamek w tymże powiecie.